# محمد بن هلال المطيري
الفريق أول محمد بن هلال المطيري ضابط عسكري سعودي يعد أول قائد لقوات الأمن الخاصة السعودية والتي تولى قيادتها خلال الفترة ما بين عامي 1382هـ و 1400هـ  وكانت قد تشكلت بسرية لقوات الأمن الخاصة عام 1382هـ بقيادة محمد بن هلال المطيري ينحصر دورها في حراسة سمو ولي العهد آنذاك 

## مسيرته
- 1400هـ أصبح مدير المديرية العامة لحرس الحدود (الخفر السواحل / سلاح الحدود) حتى عام 1407هـ

- 8/12/1407 هـ ثم أصبح رئيس اللجناء وزارة الداخلية في عام وقام بعدد من التطوير في مجال وزارة الداخلية.[2]

- إستمر في تطوير القوات الخاصة حيث عززت هذه السرية بزيادة عدد أفرادها وسميت «قيادة حرس سمو ولي العهد»

- عام 1383هـ وبعدها في عام 1386هـ تغير المسمى إلى «سرية وزارة الداخلية» وتوسعت مهامها فشملت حراسة وزارة الداخلية ومنشآتها والقيام بحماية بعض الشخصيات الهامة ومساندة أجهزة الأمن الأخرى.[2]

- 1388هـ جرى إعادة تنظيمها وتغيير مسماها إلى قوة "طوارئ وزارة الداخلية
- 1389هـ تغير مسماها إلى "قوة طوارئ المنطقة الوسطى" وتم فصلها عن الأمن العام وضمت إلى المباحث العامة.
- 1390هـ فصلت عن المباحث العامة واعتمد عضويتها في لجنة الضباط العليا كما اعتمدت لها ميزانية خاصة.
- 1391هـ استبدل مسماها إلى «قوة الأمن الخاصة» وأسندت إليها أعمال ذات مجهود غير عادي.
- 1398هـ اعتمد تغير مسماها إلى «قوات الأمــن الخاصة» ومساواة قائدها العام بالمدراء العامين في قطاعات قوى الأمن الداخلي وإضافة عدد من التنظيمات الجديدة إلى مهامها وتشكيلاتها واعتماد فروع لها بالمنطقة الغربية والمنطقة الشرقيه.

## الوفاة
توفي في 23 أكتوبر 2017.